# Verklista för Georg Friedrich Händel
Nedan följer en lista lista över kompositioner av Georg Friederich Händel med katalognummer angivna och årtal. (Jfr Händel-Werke-Verzeichnis.)

## Instrumentala verk

### Orgelmusik
- HWV 289–294, 1735–1736
- HWV 306–311, 1740–1751

### Övrig klavermusik
- HWV 426–433, Suites de pieces pour le Clavecin, 1720
- HWV 434–442, Suites de pieces pour le Clavecin vol. 2, 1733

### Orkesterverk
- HWV 302b Largo, F-dur ca 1738
- HWV 336 Overture, Bb-dur
- HWV 337 Overture, D-dur ca 1722–1725
- HWV 338 Adagio/Allegro, h-moll/D-dur 1722
- HWV 339 Sinfonia, Bb-dur ca 1706–1707
- HWV 340 Allegro, G-dur ca 1710–1715
- HWV 341 Suite, D-dur   1733
- HWV 342 Overture, F-dur ca 1736
- HWV 344 Chorus and Minuet, Bb-dur 1708
- HWV 345 March, D-dur före 1738
- HWV 347 Sinfonia, Bb-dur ca 1747
- HWV 348 Suite. Water Music (nr. 1), F-dur 1717
- HWV 349 Suite. Water Music (nr. 2), D-dur 1717
- HWV 350 Suite. Water Music (nr. 3), G-dur 1717
- HWV 351 Suite. Music for the Royal Fireworks, 1749
- HWV 352 Suite, Bb-dur 1706
- HWV 353 Suite, G-dur 1706
- HWV 354 Suite, Bb-dur 1708
- HWV 355 Hornpipe aria, c-moll ?ca 1710–1715
- HWV 356 Hornpipe, D-dur 1740
- HWV 413 Gigue, Bb-dur 1736

#### Concerti grossi
- HWV 312 Bb-dur, ca 1710
- HWV 313 Bb-dur, ca 1715–1718
- HWV 314 G-dur, ca 1717–1718
- HWV 315 F-dur, 1716
- HWV 316 d-moll, 1717–1718
- HWV 317 D-dur,  1733–1734
- HWV 318 C-dur, 25 januari 1736
- HWV 319 G-dur, 29 september 1739
- HWV 320 F-dur, 4 oktober 1739
- HWV 321 e-moll, 6 oktober 1739
- HWV 322 a-moll, 8 oktober 1739
- HWV 323 d-moll, 10 oktober 1739
- HWV 324 g-moll, 15 oktober 1739
- HWV 325 Bb-dur, 12 oktober 1739
- HWV 326 c-moll, 18 oktober 1739
- HWV 327 F-dur, 10–11 oktober 1739
- HWV 328 d-moll, 22 oktober 1739
- HWV 329 A-dur, 30 oktober 1739
- HWV 330 h-moll, 20 oktober 1739
- HWV 331 F-dur,  20 mars 1723
- HWV 331-1 F-dur, Water Music, variant nr 1
- HWV 331-2 F-dur, Water Music, variant nr 2
- HWV 332 Bb-dur, 1747–1748 (?)
- HWV 333 F-dur, 1747–1748 (?)
- HWV 334 F-dur, 1747–1748 (?)
- HWV 335a d-moll, ca 1748–1749
- HWV 335b F-dur

## Operor

### Opera seria
- Almira (HWV 1)
- Nero (HWV 2)
- Florindo (HWV 3)
- Dafne (HWV 4)
- Rodrigo (HWV 5)
- Agrippina (HWV 6)
- Rinaldo (HWV 7a/b)
- Il pastor fido (HWV 8a/c)
- Teseo (HWV 9)
- Lucio Cornelio Silla (HWV 10)
- Amadigi di Gaula (HWV 11)
- Radamisto (HWV 12a/b)
- Muzio Scevola (HWV 13)
- Floridante (HWV 14)
- Ottone (HWV 15)
- Flavio (HWV 16)
- Giulio Cesare in Egitto, även kallad Julius Caesar (HWV 17)
- Tamerlano (HWV 18)
- Rodelinda, regina de Langobardi (HWV 19)
- Scipione (HWV 20)
- Alessandro (HWV 21)
- Admeto (HWV 22), London 1727
- Riccardo Primo (HWV 23)
- Siroe (HWV 24)
- Tolomeo (HWV 25)
- Lotario (HWV 26)
- Partenope (HWV 27)
- Poro (HWV 28)
- Ezio (HWV 29)
- Sosarme (HWV 30)
- Orlando (HWV 31)
- Arianna in Creta (HWV 32)
- Ariodante (HWV 33)
- Alcina (HWV 34)
- Atalanta (HWV 35)
- Arminio (HWV 36)
- Giustino (HWV 37)
- Berenice (HWV 38)
- Faramondo (HWV 39)
- Serse (HWV 40)
- Imeneo (HWV 41)
- Deidamia (HWV 42)
- Olibrio, även kallas Genserico (HWV A2)
- Titus l'empéreur (HWV A5)
- Rossane (inget katalognummer)

### Opera seria (pastischer)
- L'Elpidia, overo Li rivali generosi (HWV A1)
- Ormisda (HWV A3)
- Venceslao (HWV A4)
- Lucio Papirio dittatore (HWV A6)
- Catone (HWV A7)
- Semiramis riconosciuta (HWV A8)
- Caio Fabricio (HWV A9)
- Arbace (HWV A10)
- Oreste (HWV A11)
- Den övergivna Dido (HWV A12)
- Alessandro Severo (HWV A13)
- Jupiter på Argos (HWV A14)
- Lucio Vero (HWV deest)

### Musikdramer
- Semele (HWV 58)
- Hercules (HWV 60)
- The Choice of Hercules (HWV 69)

### Övriga sceniska verk

#### Maskspel
- Acis and Galatea (HWV 49a/b), 1718 och 1732
- Parnasso in festa (HMV 73), 1734

## Oratorier
- Il trionfo del Tempo e del Disinganno (HWV 46a)
- La Resurrezione (HWV 47)
- Esther (HWV 50a/b)
- Deborah (HWV 51)
- Athalia (HWV 52)
- Saul (HWV 53)
- Israel i Egypten (HWV 54)
- Messias (HWV 56)
- Simson (HWV 57)
- Joseph and his Brethren (HWV 59)
- Belshazzar (HWV 61)
- Occasional Oratorio (HWV 62)
- Judas Maccabeus (HWV 63)
- Joshua (HWV 64)
- Alexander Balus (HWV 65)
- Susanna (HWV 66)
- Solomon (HWV 67)
- Theodora (HWV 68)
- Jephtha (HWV 70)
- Il trionfo del Tempo e della Verità (HWV 46b)
- The Triumph of Time and Truth (HWV 71)

### Passionsoratorier
- Brockes Passion (HWV 48)
- St. John Passion -- osäkert om detta verk kan tillskrivas Händel, därför saknas katalognummer

## Oden
- L'Allegro, il Penseroso, ed il Moderato, även under namnet Pastoral Ode (HWV 55)
- Eternal Source of Light Divine, även under namnet Ode for the Birthday of Queen Anne (HWV 74)
- Alexanderfesten, även under namnet The Power of Music (HWV 75)
- Ode for St. Cecilia's Day (HWV 76)

## Kantater
- Ah che pur troppo è vero (HWV 77)
- Ah! crudel, nel pianto mio (HWV 78)
- Alla caccia (HWV 79)
- Allor ch'io dissi: Addio (HWV 80)
- Alpestre monte (HWV 81)
- Amarilli vezzosa (HWV 82)
- Aure soavi, e lieti (HWV 84)
- Venus and Adonis, även under namnet Behold where weeping Venus stands (HWV 85)
- Bella ma ritrosetta (HWV 86)
- Carco sempre di gloria (HWV 87)
- Care selve, aure grate (HWV 88)
- Cecilia, volgi un sguardo (HWV 89)
- Chi rapì la pace al core (HWV 90)
- Clori, degli occhi miei (HWV 91a/b)
- Clori, mia bella Clori (HWV 92)
- Clori, ove sei? (HWV 93)
- Clori, si, ch'io t'adoro (HWV 94)
- Clori, vezzosa Clori (HWV 95)
- Crudel tiranno Amor (HWV 97)
- Cuopre tal volta il cielo (HWV 98)
- Da quel giorno fatale (HWV 99)
- Da sete ardente afflitto (HWV 100)
- Dal fatale momento (HWV 101a/b) -- Osäkert om Händel är kompositör
- Dalla guerra amorosa (HWV 102a/b)
- Deh! lasciate e vita e volo (HWV 103)
- Del bel idolo mio (HWV 104)
- Dimmi, o mio cor (HWV 106)
- Ditemi, o piante (HWV 107)
- Dolce mio ben, s'io taccio (HWV 108)
- Dolc' è pur d'amor l'affanno (HWV 109a/b)
- E partirai, mia vita? (HWV 111a/b)
- Figli del mesto cor (HWV 112)
- Figlio d'alte speranze (HWV 113)
- Filli adorata e cara (HWV 114)
- Fra pensieri quel pensiero (HWV 115)
- Hendel, non può mia musa (HWV 117)
- Ho fuggito Amore anch'io (HWV 118)
- Io languisco fra le gioie (HWV 119)
- Irene, idolo mio (HWV 120a/b)
- L'aure grate, il fresco rio (HWV 121a/b)
- Languia di bocca lusinghiera (HWV 123)
- Look down, harmonious saint (HWV 124)
- Lungi da me, pensier tiranno (HWV 125a/b)
- Lungi da voi, che siete poli (HWV 126a/b/c)
- Lungi dal mio bel nume (HWV 127a/b/c)
- Lungi n'andò Fileno (HWV 128)
- Manca pur quanto sai (HWV 129)
- Mentre il tutto è in furore (HWV 130)
- Menzognere speranze (HWV 131)
- Mi palpita il cor (HWV 132a/b/c/d)
- Ne' tuoi lumi, o bella Clori (HWV 133)
- Nel dolce dell'oblio (HWV 134)
- Nel dolce tempo (HWV 135a/b)
- Nell' Africane selve (HWV 136a/b)
- Nella stagion che di viole e rose (HWV 137)
- Nice, che fa? che pensa? (HWV 138)
- Ninfe e pastori (HWV 139a/b)
- Nò se emenderá jamás (HWV 140)
- Non sospirar, non piangere (HWV 141)
- Notte placida e cheta (HWV 142)
- O luceniti, o sereni occhi (HWV 144)
- La Lucrezia (HWV 145)
- Occhi miei che faceste? (HWV 146)
- Partì, l'idolo mio (HWV 147)
- Poichè giuraro amore (HWV 148)
- Qual sento io non conosciuto (HWV 149)
- Ero e Leandro (HWV 150)
- Qualor crudele, sì ma vaga Dori (HWV 151)
- Qualor l'egre pupille (HWV 152)
- Quando sperasti, o core (HWV 153)
- Quel fior che all'alba ride (HWV 154)
- Sans y penser (HWV 155)
- Sarai contenta un di (HWV 156)
- Sarei troppo felice (HWV 157)
- Se pari è la tua fè (HWV 158a/b/c)
- Se per fatal destino (HWV 159)
- La bianca rosa (HWV 160a/b/c)
- Sento là che ristretto (HWV 161a/b/c)
- Siete rose ruggiadose (HWV 162)
- Solitudini care, amata libertà (HWV 163)
- Il Gelsomino (HWV 164a/b)
- Spande ancor a mio dispetto (HWV 165)
- Splenda l'alba in oriente (HWV 166)
- Stanco di più soffrire (HWV 167a/b)
- Partenza di G. B. (HWV 168)
- Torna il core al suo diletto (HWV 169)
- Tra le fiamme (HWV 170)
- Tu fedel? Tu costante? (HWV 171)
- Udite il mio consiglio (HWV 172)
- Un' alma innamorata (HWV 173)
- Un sospir a chi si muore (HWV 174)
- Vedendo Amor (HWV 175)
- Amore uccellatore (HWV 176)
- Zeffiretto, arresta il volo (HWV 177)
- Sju stycken tyska kantater (HWV 229.1-7)
- Dicente mis ojos (saknar numrering i katalogen)
- Quand on suit l'amoureuse loi (saknar numrering i katalogen)

### Dramatiserade kantater
- Aci, Galatea e Polifemo även under namnet Sorge il di (HWV 72)
- Il duello amoroso (HWV 82)
- Aminta e Fillide, även under namnet Arresta il passo (HWV 83)
- Clori, Tirsi e Fileno (HWV 96)
- Armida abbandonata (HWV 105)
- Agrippina condotta a morire (HWV 110)
- Fra tante pene (HWV 116)
- Echeggiate, festeggiate, numi eterni (HWV 119)
- Apollo e Dafne, även under namnet La terra è liberata (HWV 122)
- Ninfe e pastori (HWV 139c)
- Olinto pastore, Tebro fiume, Gloria, även under namnet O come chiare e belle (HWV 143)

## Motetter
- Coelestis dum spirat aura (HWV 231)
- O qualis de coelo sonus (HWV 239)
- Saeviat tellus inter rigores (HWV 240)
- Silete venti (HWV 242)